# 愛宕 (砲艦)
愛宕（あたご）は、日本海軍の砲艦。摩耶型の1隻。艦名は京都府の愛宕山にちなんで命名された。

## 艦型

### 他艦の相違点
- 愛宕の船体は鋼骨鉄皮であった[3]。
- 推進器は直径2.438m、ピッチ2.896m、3翼で翼面積は1.434平方メートル(1基当たり)

### 兵装
計画では24cm旋回砲1門(艦首)、15cm旋回砲1門(艦尾)、機砲2門の予定だった。

### 要目
文献により相違がある。
- 『横須賀海軍船廠史』:竣工時の排水量669.741英トン、吃水3.117m、出力747馬力、速力11.59ノット[10]
- 『日本近世造船』:計画時の 排水量614トン、垂線間長154 ft 5 in (47.066 m)、最大幅27 ft 0 in (8.230 m)、深さ13 ft 7 in (4.140 m)、出力963馬力[4]
- 『海軍軍備沿革』:1894年6月時で排水量640英トン[16]
- 『艦船名考』:排水量614英トン、速力10ノット[8]

## 公試成績
| 実施日 | 種類 | 排水量    | 回転数 | 出力    | 速力        | 場所 | 備考                 | 出典   |
| ------ | ---- | --------- | ------ | ------- | ----------- | ---- | -------------------- | ------ |
|        | 公試 |           | 144rpm | 983馬力 | 10.46ノット |      | 失脚12.4%            |        |
|        | 公試 | 622英トン |        | 471馬力 | 9.5ノット   |      | 日露戦争前直近の成績 | [ 14 ] |

## 艦歴

### 建造
1884年(明治17年)6月5日、横須賀造船所で建造予定の一等砲艦は愛宕と命名することが令達された。
8月23日海軍省から横須賀造船所へ「愛宕」新造の製造費調査が命じられ、11月29日に横須賀造船所は、製造費概算167,000円(船体92,000円、機械47,000円、汽缶28,000円)で製造期間約20カ月と返答、12月24日に「愛宕」の製造が令達された。
1886年(明治19年)7月17日龍骨を据え付けた(起工)。
造船材料の多くは輸入品であったが不良品が多く含まれていたり、修理艦船の状況から残業が必要になって人件費が増加するなどで製造予算が不足になり、1887年(明治20年)5月3日予算の50,000円増額が認められた。
6月17日午後1時30分より命名式を行った。
命名式には明宮(後の大正天皇)が参列、
艦首のくす玉を割り、鳩を放って紙吹雪などを散らした。
進水は造船所長が支綱を切断して支柱を外したが船体が船台を全部滑り落ちず、
船体が水に半分浸かった状態で命名式を終わった。
翌18日午後2時に「愛宕」は完全に進水した。
このため進水日を6月17日としている文献が多い
が、6月18日とする文献もある。
1889年(明治21年)2月15日に工事は完成し、
2月13日に標柱間試航、14日は復水器に多少の不具合が発見されたために公試運転中止、15日は直航運転(5時間)の公試運転を行った。
3月2日に艦は造船所から艦長沢少佐へ引き渡された(竣工)。

### 1890年
1890年(明治22年)8月23日に第一種と定められる。

### 1892年
1892年(明治23年)4月、仁川から釜山へ向かう途中、所安島沖の暗礁に触れて沈没した「出雲丸」の乗員乗客の捜索を行い、その後所安島に漂着していた生存者の内4名を長崎まで運んだ。

### 1891年 - 1892年
1891年(明治24年)
10月21日に清国警備のために品海を出港
、
翌1892年(明治25年)4月8日、長崎港に帰国した。

### 1893年
1893年(明治26年)
4月18日に朝鮮国警備の為に横須賀を出港、
12月13日竹敷に帰国した。

### 1894年
1894年(明治27年)5月19日、修理を行うために横須賀鎮守府警備艦の任務を解かれた(非役艦)。
6月29日常備艦隊に編入。
7月13日、常備艦隊所属の「高雄」「大和」「葛城」「天龍」「愛宕」と呉鎮守府警備艦「赤城」の6隻で臨時に警備艦隊が編成された。
7月19日、「愛宕」は西海艦隊(同日警備艦隊から改称)から除かれ、再度常備艦隊に編入された。

### 日清戦争
1894年(明治27年)7月23日に佐世保を出港、7月25日日清戦争開戦、
9月24日に長崎港に一時帰国した。
9月29日長崎出港、
旅順・大連・威海衛攻略作戦に参加した。
翌1895年(明治28年)5月29日に佐世保港に帰国した。

### 1895年
1895年(明治28年)
8月21日に清国警備のために長崎を出港、
10月10日に佐世保港に帰港した。
11月15日、「和泉」「愛宕」「摩耶」の3隻は西海艦隊から除かれ、常備艦隊に編入された。

### 1896年 - 1897年
1896年(明治29年)
3月21日に朝鮮国警備の為に品海を出港、
6月13日門司港に帰国した。
10月23日に朝鮮国警備の為に神戸を出港、
翌1897年(明治30年)
4月25日竹敷に帰国した。

### 1898年
1898年(明治31年)3月21日、二等砲艦に類別。
4月30日朝鮮国警備の為に横須賀を出港、
10月27日五島富島に帰国した。

### 1899年
1899年(明治32年)
4月19日朝鮮国警備の為に横須賀を出港、
11月1日門司港に帰国した。

### 1900年
1900年(明治33年)
4月9日朝鮮国警備の為に横須賀を出港した。

### 北清事変
北清事変では1900年(明治33年)6月から10月にかけて活動した。「愛宕」は在天津領事からの陸戦隊派遣要請を受けて5月29日に陸戦隊25名を天津に派遣。「愛宕」陸戦隊は他国の陸戦隊と合流して北京へ向かい、5月31日から北京公使館保護に従事。9月3日に陸戦隊は「愛宕」へ帰艦した。
10月27日「愛宕」は佐世保港に帰国した。
1901年(明治34年)
3月8日横須賀を出港、引き続き北清事変に従事した。
8月1日に北清事変が終了し、引き続き清国方面で警備に従事、
10月24日神戸港に帰国した。

### 1902年 - 1903年
1902年(明治35年)
5月25日に南清の警備のために佐世保を出港、
翌1903年(明治36年)
5月28日佐世保港に帰国した。

### 日露戦争
1904年(明治37年)
1月29日韓国南岸警備のために竹敷を出港、
2月6日日露戦争開戦、
「愛宕」は旅順攻略作戦に参加した。
渤海湾口での密輸入船監視に従事していた「愛宕」は、10月6日、哨区に向かう途中、北隍城島と南隍城島の間の未知の暗礁で座礁し沈没した。乗員は駆逐艦「薄雲」により救助された。
1905年(明治38年)6月1日、喪失公表。
6月15日除籍、
同日類別等級表からも削除された。

## 艦長
※『日本海軍史』第9巻・第10巻の「将官履歴」及び『官報』に基づく。
- 沢良煥 少佐：1888年5月14日 - 1890年9月17日
- 副島種藤 少佐：1890年9月17日 - 1891年6月11日
- 迎敦忠 少佐：1891年6月11日 - 1891年7月23日
- 島崎好忠 少佐：1891年7月23日 - 1892年6月3日
- 植村永孚 少佐：1892年6月3日 - 1893年1月26日
- 上村正之丞 少佐：1893年1月26日 - 1894年2月2日
- 井上良智 少佐：1894年2月2日 - 1895年5月11日
- 中溝徳太郎 少佐：1895年5月11日 - 1896年11月18日
- 永峰光孚 少佐：1896年11月18日 - 1897年6月23日
- 成川揆 中佐：1898年1月22日 - 1899年9月29日
- 竹内平太郎 中佐：1899年9月29日 - 1900年9月1日
- 和田賢助 中佐：1900年9月1日 - 12月6日
- 小橋篤蔵 中佐：1901年2月14日 - 10月31日
- 木村浩吉 中佐：1902年4月22日 - 11月1日
- 石橋甫 中佐：1902年11月1日 - 1903年6月22日
- 久保田彦七 中佐：1903年12月28日 - 1904年12月22日